# Дарлинг, Хелен
Хелен Мэри Дарлинг (англ. Helen Marie Darling; род. 29 августа 1978 года в Колумбусе, Огайо, США) — американская профессиональная баскетболистка, выступавшая в женской национальной баскетбольной ассоциации. Была выбрана на драфте ВНБА 2000 года во втором раунде под общим 17-м номером клубом «Кливленд Рокерс». Играла на позиции разыгрывающего защитника. Ещё будучи действующим игроком женской НБА вошла в тренерский штаб команды NCAA «Мемфис Тайгерс», в которой проработала всего два сезона.

## Ранние годы
Хелен родилась 29 августа 1978 года в городе Колумбус (штат Огайо) в семье Дональда Дарлинга и Патрисии Смит, у неё есть три брата, Дональд, Рональд и Деванд, и сестра, Алисия, училась она там же в средней школе Брукхейвен, в которой выступала за местную баскетбольную команду.